# (32842) 1992 EO13
(32842) 1992 EO13 est un astéroïde de la ceinture principale d'astéroïdes découvert en 1992.

## Description
(32842) 1992 EO13 a été découvert le 2 mars 1992 à l'observatoire de La Silla, au Chili, par le programme Uppsala-ESO Survey of Asteroids and Comets (UESAC) .

### Caractéristiques orbitales
L'orbite de cet astéroïde est caractérisée par un demi-grand axe de 3,5 ua, un périhélie de 2,24 ua, une excentricité de 0,27 et une inclinaison de 4,35° par rapport à l'écliptique. Du fait de ces caractéristiques, à savoir un demi-grand axe compris entre 2 et 3,2 ua et un périhélie supérieur à 1,666 ua, il est classé, selon la JPL Small-Body Database, comme objet de la ceinture principale d'astéroïdes.

### Caractéristiques physiques
(32842) 1992 EO13 a une magnitude absolue (H) de 14,0 et un albédo estimé à 0,045.